# Monika (2011)
Monika ist ein deutsches Filmdrama von Christian Werner aus dem Jahr 2011. Rosalie Thomass spielt in der Hauptrolle die nach einer misslungenen Augenoperation fast vollständig erblindete Monika.

## Handlung
Die junge Monika lebt bei ihrer alleinerziehenden alkoholkranken Mutter und übernimmt trotz ihrer von Geburt an eingeschränkten Sehkraft die meisten Aufgaben im Haushalt. Um dem dörflichen Leben zumindest zeitweise entfliehen zu können, fasst sie den Entschluss, den Autoführerschein zu machen, besteht jedoch den Sehtest bei einem Augenarzt nicht. Der Arzt macht ihr auch keine Hoffnung, dass sie jemals eine Führerscheinprüfung bestehen könnte.
Monika will sich mit dieser Diagnose aber nicht abfinden und sucht ohne das Wissen ihrer Mutter eine Augenklinik auf. Aufgrund einer Werbebroschüre der Klinik hofft sie, künftig ohne Brille eine klare Sicht zu haben.
Ihr Vorhaben endet in einem Fiasko: Die Operation in der Klinik misslingt, und Monika ist fortan fast völlig blind. Darauf fällt sie zunächst in ein tiefes seelisches Loch, aus dem sie sich jedoch selbst befreit, indem sie – zunächst zögerlich – dem Besuch einer Blindenschule zustimmt und dort nach einigen Rückschlägen den Entschluss fasst, eine Berufsausbildung zur Physiotherapeutin zu beginnen und sich eine eigene Wohnung zu nehmen.

## Erscheinung, Details
Monika ist eine Gemeinschaftsproduktion der Acamara Filmproduktion, dem Bayerischen Rundfunk, der Filmakademie Baden-Württemberg, Filoufilm und dem Südwestrundfunk und wurde am 30. Januar 2011 auf dem Max Ophüls Filmfestival aufgeführt. Gedreht wurde in Leipzig.